# Ричфийлд (Айдахо)
Ричфийлд (на английски: Richfield) е град в окръг Линкълн, щата Айдахо, САЩ. Ричфийлд е с население от 412 жители (2000) и обща площ от 1,7 km². Намира се на 1310 m надморска височина. ЗИП кодът му е 83349, а телефонният му код е 208.